# Pepsi DeMacque
Helen DeMacque (Paddington, Londen, 10 december 1958), beter bekend onder haar artiestennaam Pepsi, is een Britse popzangeres. Ze maakte deel uit van het duo Pepsi & Shirlie, het oorspronkelijke achtergrondkoor van Wham! dat ook op eigen kracht hits scoorde als Heartache. Nadat het duo in 1989 uit elkaar ging, begon Pepsi een solocarrière als zangeres en actrice. Ze zong in 1993 in de musical Hair en ging vijf jaar later op tournee met Mike Oldfield. In 1999 zong ze op zijn album The Millennium Bell. In 2000 ging Pepsi weer samenwerken met Shirlie en scoorden ze een hitje als achtergrondkoor in een nummer van Geri Halliwell. 

## Persoonlijk leven
Pepsi heeft een tijd in Wellington, Nieuw-Zeeland gewoond, waar ze in een cadeauwinkel werkte. Later keerde ze met haar man terug naar Norwich om zich vervolgens te vestigen op St. Lucia, het eiland waar haar ouders vandaan komen.